# جوزيف ديتزغن
بيتر جوزيف ديتزغن (9 ديسمبر 1828 - 15 أبريل 1888) فيلسوف اشتراكي ألماني، وماركسي وصحفي.
وُلد ديتزغن في بلانكنبرغ في مقاطعة الراين في بروسيا. كان الابن الأول من بين خمسة أطفال للأب يوهان غوتفريد آنو ديتزغن (1794-1887) والأم آنا مارغريتا لوكيراث (1808-1881). امتهن الدباغة سيرًا على خطى والده إذ ورث عمل عمه في زيغبورغ. علّم نفسه بنفسه وطوّر مفهوم المادية الجدلية بشكل مستقل عن ماركس وإنجلز بصفته فيلسوفًا مستقلًا للنظرية الاشتراكية. كان لديه ابن واحد، يوجين ديتزغن.

## حياة ثائر وفيلسوف
عمل جوزيف ديتزغن، في وقت مبكر من شبابه، مع فرقة الثمانية والأربعين الشهيرة في الثورة الألمانية عام 1848. التقى هناك لأول مرة بكارل ماركس وغيره من الثوريين الاشتراكيين، وبدأ حياته المهنية كفيلسوف اشتراكي. أمضى بعض الوقت في الولايات المتحدة، بعد فشل ثورة 1848، منذ عام 1849 إلى عام 1851، وعاد زائرًا مرة أخرى منذ عام 1859 إلى عام 1861. عبر الجنوب الأمريكي أثناء وجوده في العالم الجديد وشاهد بنفسه عمليات الإعدام دون محاكمة التي باتت سمة للولايات الاسترقاقية. انضم ديتزغن خلال أسفاره إلى عصبة الشيوعيين مع كارل ماركس في ألمانيا عام 1852. أسس في عام 1853، بعد زواجه بكوردولا فينكي، مدبغة خاصة به في فينترشيد (التي تعد اليوم جزءًا من روبيتشتروذ) في ألمانيا. عندما عاد إلى الولايات المتحدة في عام 1859، أنشأ مدبغة أخرى في مونتغومري عاصمة ألاباما. عاش مع ابنه يوجين منذ عام 1864 إلى عام 1868 في سانت بطرسبرغ، حيث كان مديرًا لمدبغة الدولة. عمل مع قيصر روسيا على تحسين الأساليب الروسية. كتب خلال الفترة التي قضاها في روسيا أحد أقدم نصوصه طبيعة عمل الدماغ البشري الذي نُشر عام 1869. أرسل ماركس نسخة إلى إنجلز عند قراءته الأولى للنص، قائلًا: «رأيي هو أنه من الأفضل أن يجمع جيه ديتزغن كل أفكاره في ورقتين للطباعة ومن ثم ينشرهما باسمه بصفته دباغًا. فإذا نشر أفكاره بالحجم الذي يريد، أساء إلى سمعته بسبب افتقاره إلى التطور الجدلي ودخوله في دوامات.» أدارت زوجته أثناء سفره أعمال المدابغ العائلية في ألمانيا حتى عودته في منتصف عام 1869. زاره ماركس وابنته بمجرد عودته، وأعلنا أن جوزيف أصبح «الفيلسوف» الخاص بالاشتراكية. كان ماركس قد قبل بديتزغن صديقًا بحلول عام 1870، وأشاد به لاحقًا وبنظريته عن المادية الجدلية في الطبعة الثانية من المجلد الأول من كتاب رأس المال.
أُلقي القبض على ديتزغن في 8 يونيو 1878، بعد نشر محاضرة ألقاها في كولونيا بعنوان مستقبل الديمقراطية الاجتماعية. أمضى 3 أشهر في الحبس الاحتياطي قبل انعقاد محاكمته. على الرغم من إطلاق سراح جوزيف مع نسخ من مقالته، أعيد اعتقاله مرتين وأُطلق سراحه في النهاية. أرسل جوزيف ابنه يوجين إلى الولايات المتحدة في عام 1881، لتجنب التجنيد العسكري المرتقب من القيصر، ولحماية مقالاته ووثائقه، وكذلك لتأمين منزل عائلي في العالم الجديد. كان يوجين يبلغ من العمر 19 عامًا عندما وصل إلى نيويورك، لكنه سرعان ما بدأ مشروعًا عائليًا مزدهرًا في شيكاغو، شركة يوجين ديتزغن. أصبحت واحدة من أفضل الشركات المصنعة والموزعة لمستلزمات الرسم والمسح في العالم وحافظت على مكانتها خلال الجزء الأكبر من القرن العشرين. لم تزل الشركة موجودة حتى اليوم كقسم من شركة ناشوا بيبر، ولا ينفك مبنياها قائمين في مناطق برنتر رو وحديقة لنكولن الرائجة في شيكاغو. ظل يوجين وجوزيف، خلال هذه الفترة، على اتصال وثيق من خلال رسائل يجري توثيقها ونشرها هذه الأيام. ترشح جوزيف في العام نفسه لانتخابات الرايخستاغ الألماني (البرلمان)، لكنه هاجر في عام 1884 إلى مدينة نيويورك. انتقل إلى شيكاغو بعد ذلك بعامين، حيث أصبح محررًا في صحيفة أربيتس تسايتونغ.  قطعت وفاة جوزيف في عام 1888 لسوء الحظ اتكال ابنه عليه، لكن خط عائلته سيظل جزءًا من بعض أكبر الأحداث في القرن العشرين؛ من الحرب العالمية الأولى، إلى أولمبياد برلين عام 1936، إلى قلب الحرب العالمية الثانية.
لقد أكدت كلمات ديتزغن وحياته بالنسبة للبعض على الوحدة التي كانت موجودة على جانب اليسار السياسي في وقت جمعية الشغيلة العالمية (الأممية الأولى)، قبل أن ينقسموا إلى اللاسلطويين والثوريين والديمقراطيين الاشتراكيين في وقت لاحق: «من جهتي، نادرًا ما أولي اهتمامًا للاختلاف، سواء كان الرجل لاسلطويًا أو اشتراكيًا، إذ يبدو لي أن هذا الاختلاف يُحمّل أكثر مما يستحق». طمح بقوله إلى التوفيق بين اللاسلطويين والماركسيين (انظر اللاسلطوية والماركسية).
ظهر ديتزغن لاحقًا على ختم جمهورية ألمانيا الديمقراطية.